# Sarkoplazma
Sarkoplazma jest to cytoplazma komórki mięśniowej.
Wypełniona jest pęczkami miofibryli z regularnie ułożonymi filamentami. Pęczki otoczone są błonami siateczki sarkoplazmatycznej (od siateczki śródplazmatycznej). Pomiędzy pęcherzyki tej siateczki wnikają kanaliki T, które łączą się z błoną cytoplazmatyczną włókna. Umożliwia to połączenie wewnętrznego systemu błoniastego z plazmolemą i pozwala na szybkie rozejście się bodźca skurczowego we włóknie. Jądro komórkowe przemieszczone jest na obrzeże komórki.